# Метод електрогідродинамічних аналогій М. М. Павловського
Метод електрогідродинамічних аналогій М. М. Павловського (ЕГДА) (рос. метод электрогидродинамических аналогий (ЭГДА) Н.Н.Павловского, англ. Pavlovsky electro-hydrodynamic analog method, нім. Methode der elektrohydrodynamischen Analogien nach M.M.Pawlowskij) — метод, який базується на принципі електрогідродинамічної аналогії і дає змогу експериментально, за допомогою моделювання, розв'язувати різноманітні задачі про потенціальний рух рідини (наприклад, задачі ламінарної фільтрації: у випадку напірного й безнапірного рухів; у випадку однорідних і неоднорідних ділянок фільтрації будь-якої геометричної форми тощо). Цей метод припускає створення з певного електропровідного матеріалу моделі, як правило, геометрично подібної дійсній ділянці руху рідини.
Додатково використовується особливий електричний пристрій — електроінтеґратор сіткового типу. Провідним середовищем тут є дискретна сітка, набрана з постійних і змінних опорів з можливістю підключення індуктивностей і ємностей. Така сітка дає змогу розв'язувати на інтеґраторі широкий клас задач, що описуються диференціальними рівняннями в частинних похідних зі змінними коефіцієнтами. 
Цей пристрій дає змогу: 
- а) пропускати у відповідному напрямі через електропровідну модель постійний електричний струм;
- б) визначати електричні потенціали в окремих точках моделі.

На основі таких дослідів будують лінії (або площини) рівного електричного потенціалу, які збігаються з шуканими лініями (або площинами) рівного напору (відповідної назви). У випадку плоскої задачі за допомогою ЕГДА будують гідродинамічну сітку потоку.